# 앤디 코언
앤드루 조지프 코언(영어: Andrew Joseph Cohen, 1968년 6월 2일 ~ )은 미국의 텔레비전 진행자이다.